# أقمار غاليليو

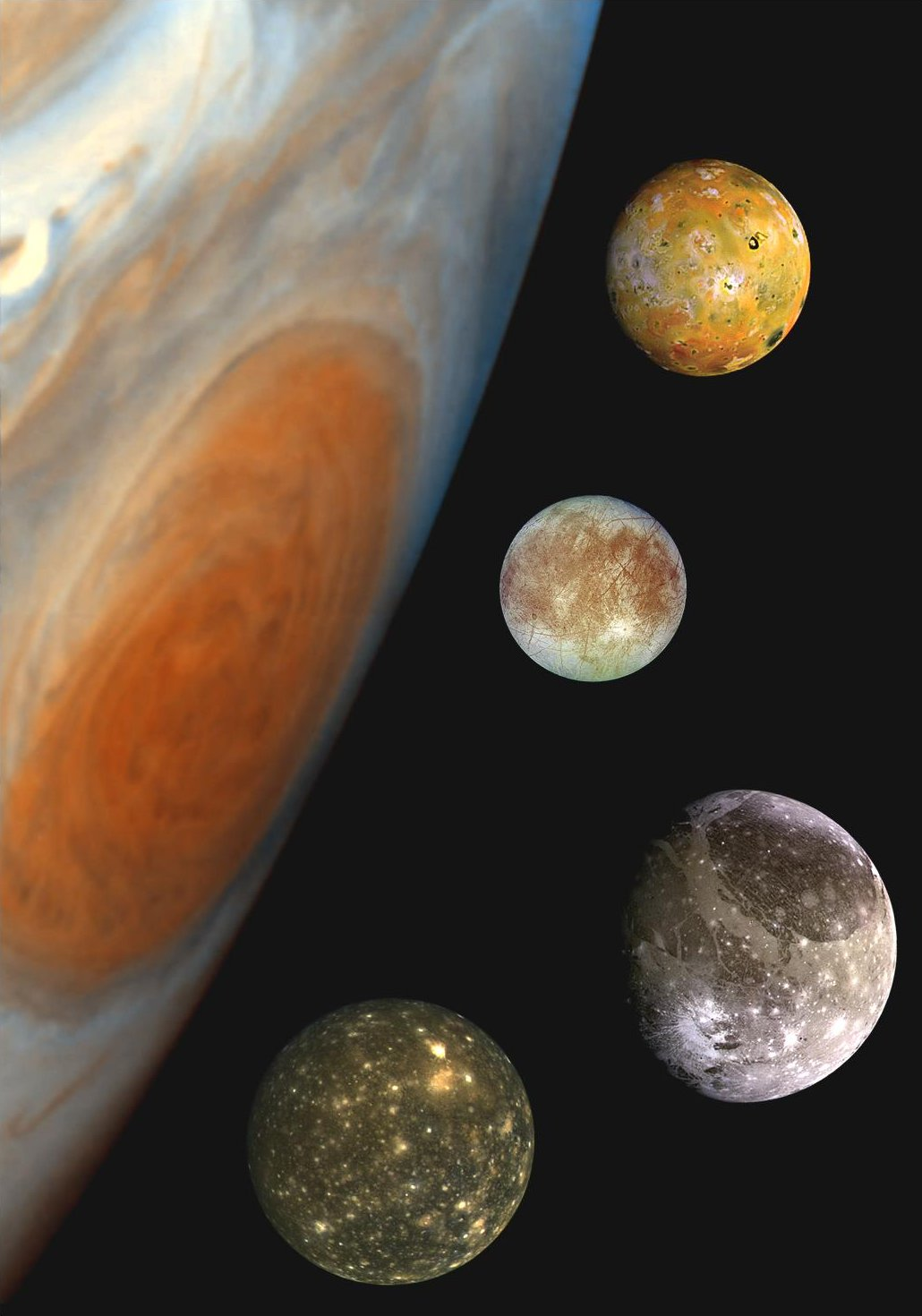
أقمار غاليليو الأربعة التابعة لكوكب المشتري وهي في الصورة مقارنة حجمها بحجم المشتري وهي من الأعلى إلى الأسفل كالتالي: آيو، أوروبا، غانيميد، كاليستو.

أقمار غاليليو هي أكبر أربعة أقمارٍ تابعة لكوكب المشتري اكتشفها غاليليو غاليلي في يناير عام 1610 للميلاد.
هذه الأقمار هي أكبر أقمار كوكب المشتري وتم اشتقاق أسمائهم من عشاق زيوس: آيو، أوروبا، غانيميد وكاليستو. غانيميد وأوروبا وآيو يتشاركون في الرنين المداري 01:02:04. وهم من بين أكثر الأجسام ضخامة في المجموعة الشمسية عدا الشمس والكواكب الثمانية، مع دائرة نصف قطرها أكبر من أي من الكواكب القزمة. رُصدت هذه الأقمار لأول مرة من قبل غاليليو غاليلي في شهر ديسمبر من عام 1609 أو شهر يناير من عام 1610، واعتُرف بها كأقمارٍ لكوكب المشتري في مارس عام 1610. كانت أول أجرام اكتشف دورانها حول كوكب آخر.
تُعتبر هذه الأقمار أكبر الأجرام في النظام الشمسي باستثناء الشمس والكواكب الثمانية، إذ تتمتع بأنصاف أقطارٍ أطول من جميع الكواكب القزمة. غانيميد هو أكبر قمرٍ في النظام الشمسي، حتى أنّه أكبر من كوكب عطارد، على الرغم من أنّه يتمتع بنصف كتلته فقط. تمتلك الأقمار الداخلية الثلاثة - آيو، وأوروبا، وغانيميد – رنيناً مدارياً بنسبة 4:2:1 مع بعضها البعض. نظراً لصغر حجمها، وبالتالي ضعف جاذبيتها الذاتية، تمتلك جميع أقمار كوكب المشتري المُتبقية أشكالاً غير منتظمة بدلاً من الشكل الكروي.
رُصدت أقمار غاليليو في عام 1609 أو عام 1610 عندما قام غاليليو بإجراء تحسيناتٍ على تلسكوبه، مما مكّنه من رصد الأجرام السماوية بشكلٍ أكثر وضوحاً من أي وقتٍ مضى. أظهرت عمليات رصد غاليليو أهمية التلسكوب كأداةٍ للفلكيين من خلال إثبات وجود أجرامٍ في الفضاء لا يمكن رؤيتها بالعين المجردة. شكّل اكتشاف أجرامٍ سماويةٍ تدور حول شيء آخر غير الأرض ضربةً قويةً للنظام العالمي البطلمي الذي كان مقبولاً في ذلك الوقت، الذي ينصّ على مركزية الأرض التي يدور كلّ شيءٍ حولها.
أطلق غاليليو في البداية على أقماره المُكتشفة اسم كوستميكا سيديرا (نجوم كوزيمو)، لكن انتشرت في نهاية المطاف الأسماء التي اختارها سيمون ماريوس. اكتشف ماريوس الأقمار بشكلٍ مستقل في نفس وقت اكتشاف غاليليو تقريباً، في 8 يناير 1610، ومنحهم أسماءهم الحالية، المستمدة من أسماء عاشقات الإله زيوس، التي اقترحها يوهانس كيبلر، في كتابه موندوس جوفياليس، الذي نُشر عام 1614.

## نظرة تاريخية

### الاكتشاف

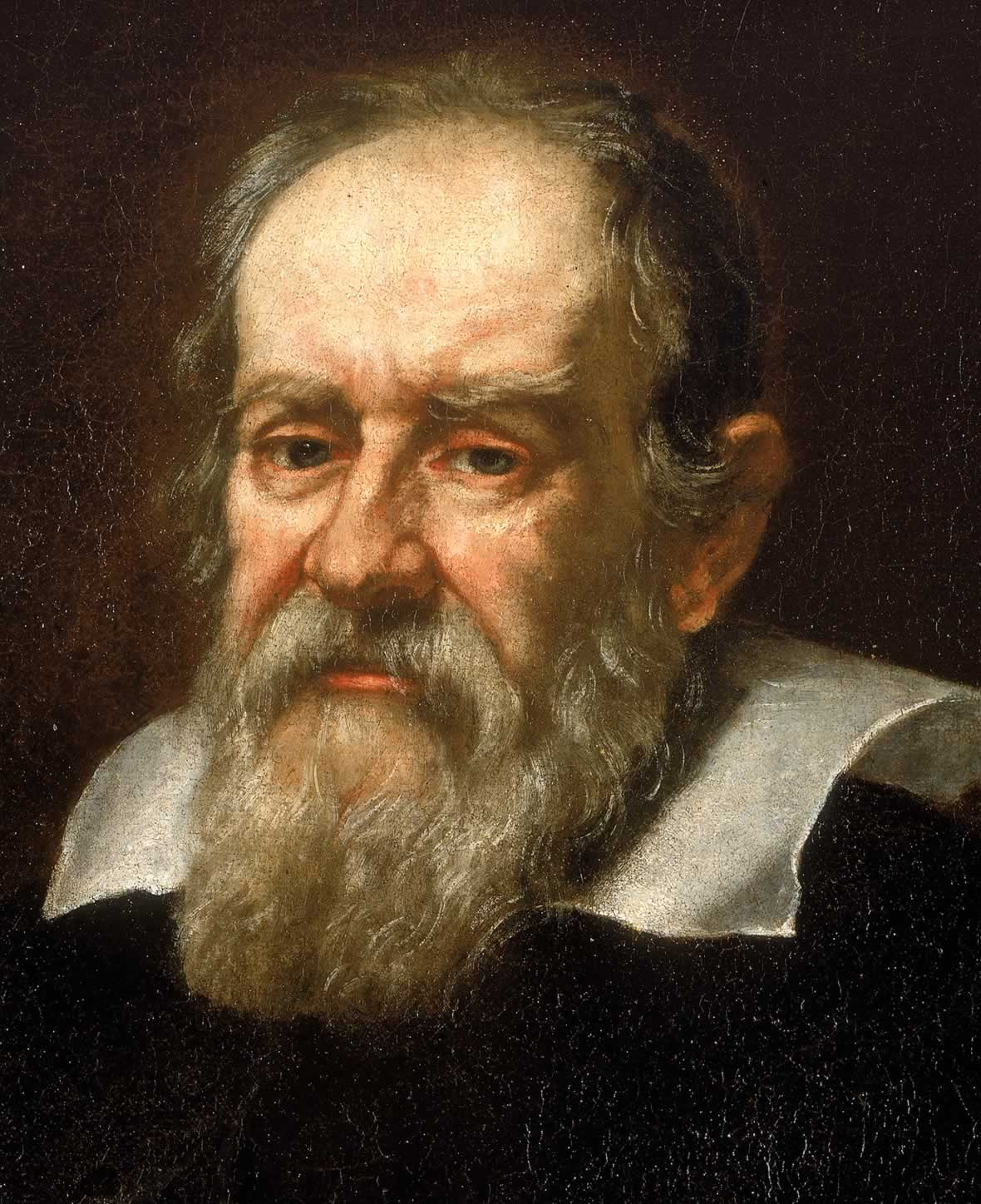
غاليليو غاليلي مكتشف الأقمار الأربعة

نتيجةً للتحسينات التي أجراها غاليليو غاليلي على التلسكوب، مع قدرة تكبيرٍ تُعادل 20 ضعفاً، فقد تمكن من رؤية الأجرام السماوية بشكلٍ أكثر وضوحاً مما كان ممكناً من قبل. سمح ذلك لغاليليو برصد الأقمار التي ستُعرف باسمه في ديسمبر 1609 أو يناير 1610.
في 7 يناير 1610، كتب غاليليو رسالة ذكر فيها لأول مرةٍ أقمار كوكب المشتري. في ذلك الوقت، كان قد رصد ثلاثة أقمارٍ فقط، وكان يعتقد أنّها نجومٌ ثابتة بالقرب من كوكب المشتري. واصل رصد هذه الأجرام السماوية من 8 يناير إلى 2 مارس 1610. وخلال رصده، اكتشف جُرماً رابعاً، ولاحظ أيضاً أنّ هذه الأجرام الأربعة لم تكن نجوماً ثابتة، بل كانت تدور حول المشتري.
أظهر اكتشاف غاليليو أهمية التلسكوب كأداةٍ للفلكيين من خلال إثبات وجود أجرامٍ في الفضاء تنتظر اكتشافها والتي لم يكن من الممكن حتى ذلك الحين رؤيتها بالعين المُجردة. والأهم من ذلك، شكّل اكتشاف أجرامٍ سماوية تدور حول شيء آخر غير الأرض ضربةً قويةً للنظام العالمي البطلمي الذي كان مقبولاً في ذلك الوقت، الذي ينصّ على أنّ الأرض هي مركز الكون التي يدور كلّ شيءٍ حولها. لا يذكر بحث غاليليو المُسمى سايديروس نانسيوس (الرّسول النجمي)، الذي أعلن فيه عملياتٍ رصده السماوية بواسطة تلسكوبه الخاص، صراحةً نظرية مركزية الشمس الكوبرنيكية، التي اعتبرت أنّ الشمس هي مركز الكون. ومع ذلك، قَبِل غاليليو بتلك النظرية.
زعم مؤرخ علم الفلك الصيني، شي زيزونج، أنّ «النجم المحمرّ الصغير» الذي رُصد بالقرب من كوكب المشتري في عام 362 قبل الميلاد من قبل الفلكي الصيني غان دي ربما كان قمر غانيميد، وذلك قبل اكتشاف غاليليو له بحوالي ألفي عام.

## أعضاء أقمار غاليليو
تتنبأ بعض النماذج أنه ربما كان يُوجد عدّة أجيال من أقمار غاليليو في تاريخ كوكب المشتري المُبكر. بحيث يغوص كل جيلٍ من الأقمار بعد فترةٍ من تكونه بشكلٍ حلزوني نحو المشتري ويتدمر، نتيجة التفاعلات المدّية مع قرص كوكب المشتري التراكمي الابتدائي، إذ تتكون الأقمار جديدة من الحطام المتبقي. بحلول الوقت الذي تكون فيه الجيل الحالي من الاقمار، كان الغاز الخاص بالقرص التراكمي الابتدائي قد اُستنفد لدرجةٍ لم يعد فيها يؤثر بشكلٍ كبير على مدارات الأقمار.
تقترح نماذج أخرى أنّ أقمار غاليليو قد تشكلت في قرصٍ تراكميٍّ ابتدائي، إذ كانت المقاييس الزمنية لتشّكل الأقمار مُشابهةً أو أقل من المقاييس الزمنية للهجرة المدارية. آيو ليس قمراً مائياً وبتكون جزءه الداخلي على الأرجح من الصخور والمعادن. يُعتقد أنّ كتلة أوروبا تتكون من الجليد والماء بنسبة 8% في حين يتكون الجزء الباقي من الصخور.
| الاسم   | صورة | مقطع داخلي | القطر (كم)             | الكتلة (كغ) | الكثافة (غ/سم3) | نصف المحور الرئيسي(كم) | دور مداري (بالأيام) (بالنسبة إلى آيو) | الميلان(°) | الانحراف |
| ------- | ---- | ---------- | ---------------------- | ----------- | --------------- | ---------------------- | ------------------------------------- | ---------- | -------- |
| آيو     |      |            | 3660.0× 3637.4× 3630.6 | 8.93×1022   | 3.528           | 421800                 | 1.769 (1)                             | 0.050      | 0.0041   |
| أوروبا  |      |            | 3121.6                 | 4.8×1022    | 3.014           | 671100                 | 3.551 (2.0)                           | 0.471      | 0.0094   |
| غانيميد |      |            | 5268.2                 | 1.48×1023   | 1.942           | 1070400                | 7.155 (4.0)                           | 0.204      | 0.0011   |
| كاليستو |      |            | 4820.6                 | 1.08×1023   | 1.834           | 1882700                | 16.69 (9.4)                           | 0.205      | 0.0074   |

### آيو

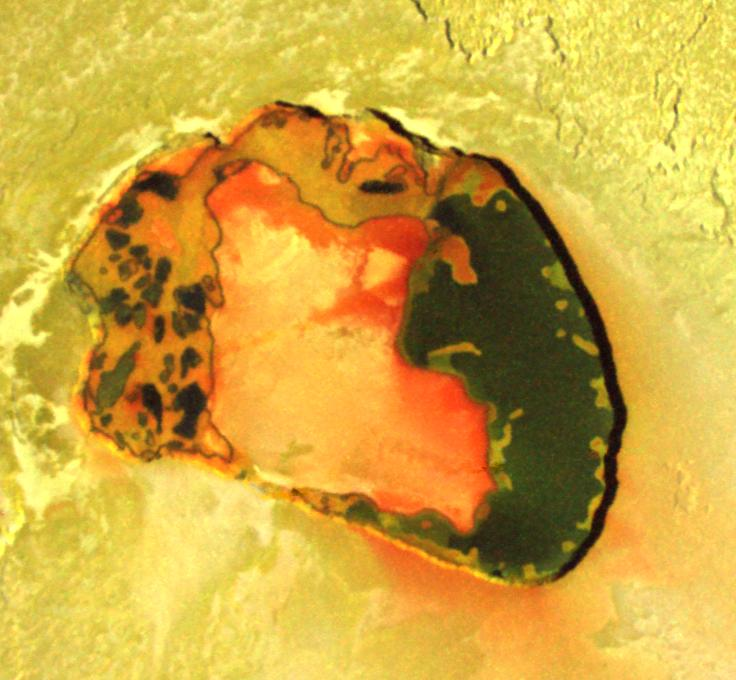
بركان توبان باتيرا في آيو.

آيو (المشتري الأول) هو أقرب أقمار غاليليو إلى المشتري، وبسبب قطره البالغ 3642 كيلومتراً، فهو رابع أكبر قمرٍ في النظام الشمسي. سمّي تيمناً بآيو، إحدى كاهنات الإلهة هيرا التي أصبحت واحدةً من عاشقات زيوس. ومع ذلك، كان يُشار إليه ببساطة باسم «المشتري الأول،» أو «القمر الأول للمشتري،» حتى منتصف القرن العشرين.
بسبب امتلاكه أكثر من 400 بركانٍ نشط، يُعد آيو أكثر الأجرام النشطة جيولوجياً في النظام الشمسي. يتخلل سطحه أكثر من 100 جبل، بعضها أعلى من جبل إفرست الموجود في كوكب الأرض. بخلاف معظم الأقمار في النظام الشمسي الخارجي (التي تحتوي على طبقةٍ سميكةٍ من الجليد)، يتكون آيو بشكلٍ أساسي من الصخور السيليكاتية التي تُحيط بلبّه المُكون من الحديد أو كبريتيد الحديد المصهور.
على الرغم من عدم إثبات ذلك بعد، أشارت بياناتٌ حديثةٌ من مسبار غاليليو المداري إلى احتمال امتلاك آيو مجالاً مغناطيسياً خاصاً به. يتمتع آيو بغلافٍ جويٍّ رقيقٍ للغاية يتكون في معظمه من ثنائي أكسيد الكبريت. إذا هبطت مركبةٌ فضائية لجمع البيانات على سطح آيو في المستقبل، فسيتعين عليها أن تكون متينةً للغاية (على غرار هيكل مركبات هبوط فينيرا الشبيه بالدّبابات الخاصة بالإتحاد السوفيتي) وذلك للنجاة من الحقول الإشعاعية والمغناطيسية الصادرة من المشتري.

### أوروبا

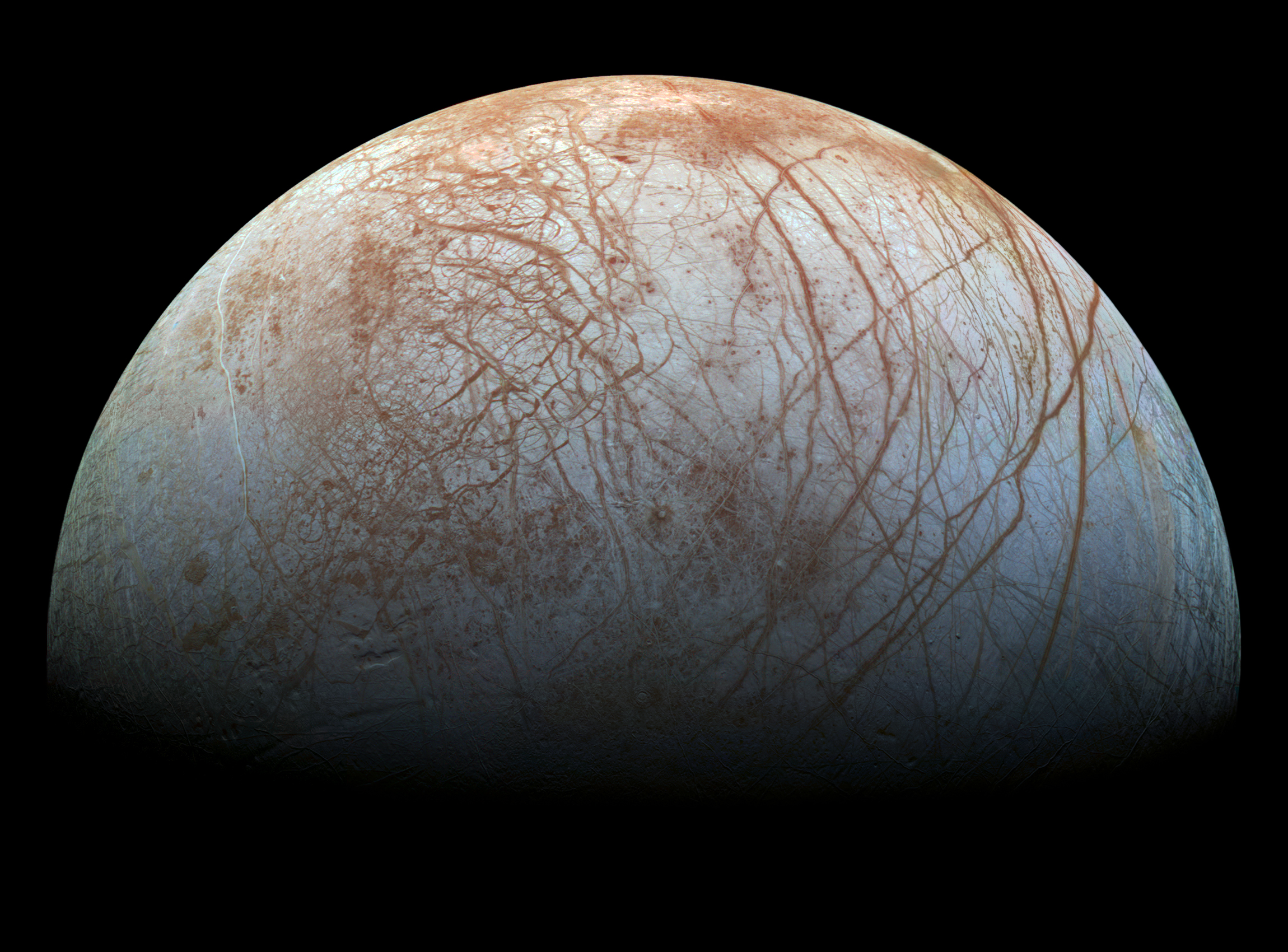
أوروبا.

أوروبا (المشتري الثاني)، هو ثاني أقمار غاليليو الأربعة وثاني أقرب الأقمار إلى المشتري وأضغرها حجماً بقطر 3121.6 كيلومتر، أي أصغر قليلاً من قمر الأرض. اُستُمِدّ الاسم من امرأة نبيلةٍ فينيقية أسطورية، تُدعى أوروبا، التي أحبّها زيوس وأصبحت ملكة جزيرة كريت، على الرغم من عدم استخدام الاسم على نطاقٍ واسع حتى منتصف القرن العشرين.
يتمتع أوروبا بسطحٍ أملس وساطع، مع طبقةٍ من المياه تُحيط بوشاحه، التي يُعتقد أنّ سمكها يُعادل 100 كيلومتر. يتضمن السطح الأملس طبقةً من الجليد، في حين يتكون الجزء السفلي من الجليد من الماء السائل وفقاً للنظريات. قاد المظهر الفتيّ والناعم للسطح العلماء لافتراض وجود محيطٍ مائيٍّ تحته، والذي قد يكون مسكناً للحياة الفضائية خارج الأرض. تَضمَن الطاقة الحرارية الناتجة عن التسخين المدّي بقاء المحيط سائلاً كما تدفع النشاط الجيولوجي للقمر. قد توجد الحياة في محيط أوروبا الجليدي. لكن حتى الآن، لا يوجد دليلٌ على وجود الحياة على القمر، ولكن الوجود المُرجّح للمياه السائلة قد أثار دعواتٍ لإرسال مسبارٍ فضائيٍ إلى هناك.
يبدو أنّ العلامات البارزة التي تتقاطع على سطح القمر هي ميّزات للوضاءة بشكلٍ رئيسي، والتي تؤكد على التضاريس المنخفضة. هناك القليل من الفوهات النيزكية على أوروبا لأن سطحه نشطٌ من الناحية التكتونية وفتيّ. تقترح بعض النظريات أنّ جاذبية المشتري هي سبب ظهور هذه العلامات، لأن مواجهة أحد جوانب أوروبا للمشتري باستمرار. بالإضافة لذلك، قد تكون ثورانات المياه البركانية التي تُشقّق سطح أوروبا، وحتى الفورانات الحارة سبباً لذلك. وفقاً للنظريات، يعود السبب وراء لون العلامات البنيّ المُحمر، إلى الكبريت، لكن لا يمكن للعلماء تأكيد ذلك بعد، نتيجة عدم إرسال أجهزة جمع بيانات إلى أوروبا حتى الآن. يتكون أوروبا في المقام الأول من الصخور السيليكاتية ومن المُرجّح أن يكون لُبّه حديداً. يمتلك أوروبا غلافاً جوياً رقيقاً يتكون من الأكسجين بشكلٍ أساسي.[بحاجة لمصدر]

### غانيميد

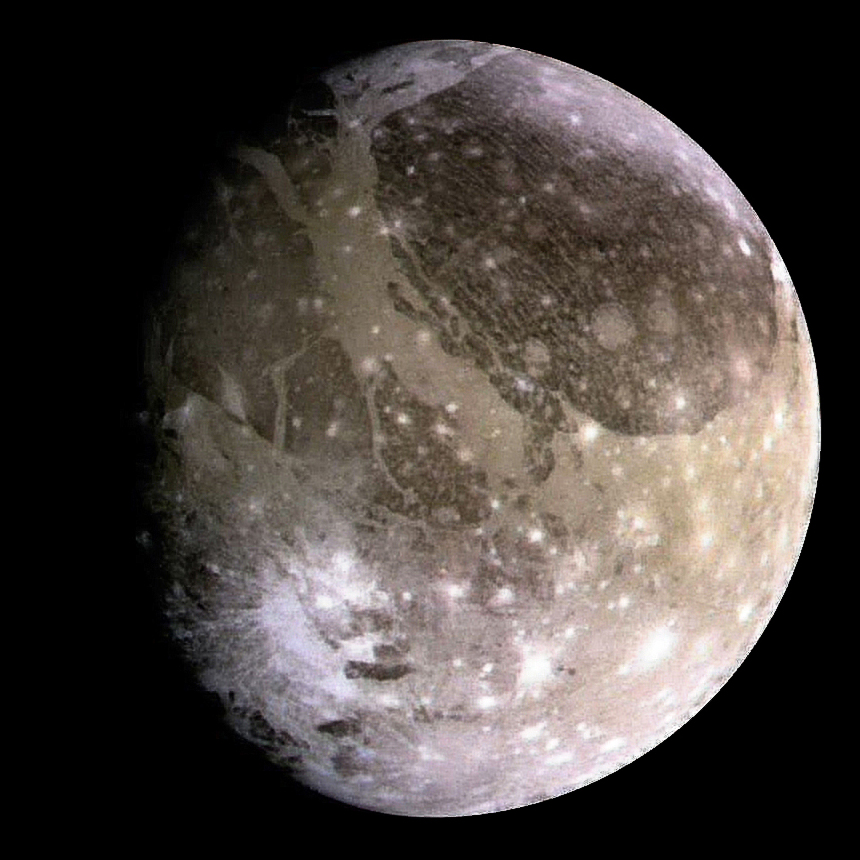
غاينميد.

سمي غانيميد (المشتري الثالث)، وهو ثالث أقمار غاليليو، تيمناً بغانيميد الأسطوري، حامل كأس الآلهة اليونانية ومحبوب زيوس. غانيميد هو أكبر قمرٍ في النظام الشمسي بقطرٍ يبلغ 5262.4 كيلومتر، مما يجعله أكبر من كوكب عطارد - على الرغم من أنه يمتلك نصف كتلته فقط نظراً لأنّ غانيميد هو عالمٌ جليدي. كما أنه القمر الوحيد في النظام الشمسي المعروف بامتلاكه غلافاً مغنطيسياً، على الأرجح نتيجة الحمل الحراري داخل لُبّه المُكون من الحديد السائل.
يتكون غانيميد في المقام الأول من الصخور السيليكاتية والجليد المائي، ويُعتقد أنّ هناك محيطاً من المياه المالحة على عُمق 200 كيلومتر أسفل سطحه، محصوراً بين طبقتين من الجليد. يقترح اللّبُ المعدني لغانيميد أنّه تمتع بحرارة أعلى في وقتٍ ما في الماضي مما كان مُقترحاً في السّابق. يتكون السطح من مزيجٍ من نوعين من التضاريس - مناطق داكنةً مليئةً بالفوهات النيزكية ومناطق أصغر عمراً، لكنها قديمة، تسودها الأخاديد والنتوءات الجبلية. يحتوي غانيميد على عدد كبيرٍ من الفوهات النيزكية، لكن العديد منها قد اختفى أو بالكاد يُرى بسبب تشكل قشرته الجليدية فوقها. يمتلك القمر غلافاً جوياً رقيقاً من الأكسجين يشمل الأكسجين الأحادي والثنائي، وربما الأوزون، وبعض الهيدروجين الذري.

### كاليستو

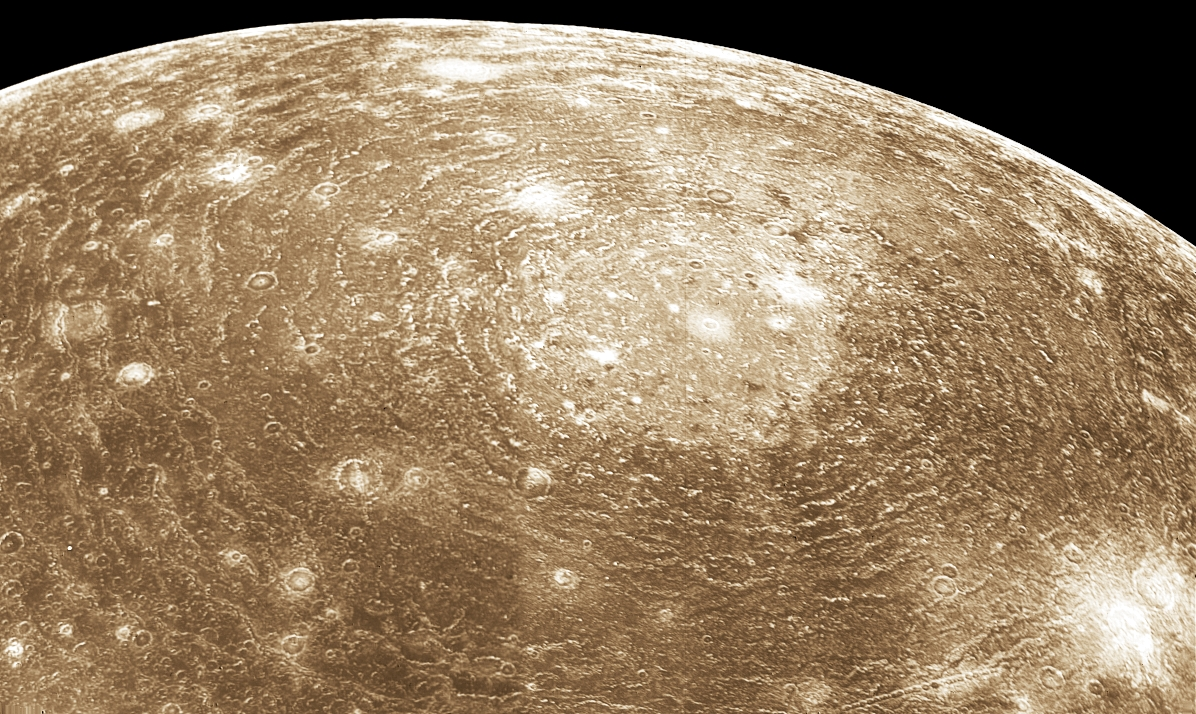
كاليساتو.

كاليستو (المشتري الرابع) هو رابع أقمار غاليليو وآخرها وهو ثاني أكبرها، بقطرٍ يبلغ 4820.6 كيلومتر، كما أنّه ثالث أكبر قمرٍ في النظام الشمسي، وهو بالكاد أصغر من عطارد، على الرغم من أنه يمتلك ثُلث كتلته فقط. سمّي تيمناً بالحورية الأسطورية اليونانية كاليستو، إحدى عاشقات زيوس التي كانت ابنة الملك الأركادي ليكون، ورفيقةً في الصيد للإلهة أرتميس. لا يُشكل كاليستو جزءًا من الرنين المداري الذي يؤثر على أقمار غاليليو الداخلية الثلاث، وبالتالي لا يختبر تسخيناً مدّياً كبيراً. يتكون كاليستو من كميات متساويةٍ تقريباً من الصخور والجليد، مما يجعله أقل أقمار غاليليو كثافةً. يُعتبر كاليستو أحد أكثر الأقمار احتواءً على فوهاتٍ نيزكية في النظام الشمسي، وإحدى الميزات السطحية الرئيسية للقمر هو حوضٌ يبلغ عرضه حوالي 3000 كيلومتر يسمى فالهالا.[بحاجة لمصدر]
يتمتع كاليستو بغلافٍ جويٍّ رقيقٌ للغاية يتكون من ثنائي أكسيد الكربون وربما الأكسجين الجزيئي. كشفت التحقيقات أنّ كاليستو قد يمتلك على الأرجح محيطاً من الماء السائل على عمقٍ أقل من 300 كيلومتر تحت سطحه. يشير الوجود المُرجّح للمحيط داخل كاليستو إلى احتمال إيوائه للحياة سواء كان ذلك في الحاضر أو الماضي. ومع ذلك، فإنّ احتمال ذلك أقل من قمر أوروبا المُجاور. لطالما اُعتبر كاليستو المكان الأنسب لبناء قاعدةٍ بشرية لاستكشاف نظام المشتري في المستقبل نظراً لأنه أبعد أقمار غاليليو عن الإشعاع الشديد للمشتري.

## وصلات خارجية
- شكل متحرك لمراقبة أقمار غاليليو، مارس 1613
- النظر عبر السماء وعبر التيلسكوب لملاحظة أقمار غاليليو